# Liocourt
Liocourt là một xã trong vùng hành chính Lothringen, thuộc tỉnh Moselle, quận Château-Salins, tổng Delme. Tọa độ địa lý của xã là 48° 54' vĩ độ bắc, 06° 20' kinh độ đông. Liocourt nằm trên độ cao trung bình là 290 mét trên mực nước biển, có điểm thấp nhất là 253 mét và điểm cao nhất là 398 mét. Xã có diện tích 3,17 km², dân số vào thời điểm 1999 là 126 người; mật độ dân số là 39 người/km². Liocourt nằm về phía đông nam của Metz, thuộc Pháp từ năm 1661.

## Thông tin nhân khẩu
| 1962 | 1968 | 1975 | 1982 | 1990 | 1999 |
| ---- | ---- | ---- | ---- | ---- | ---- |
| 111  | 122  | 131  | 129  | 107  | 126  |